# 俞海潮
俞海潮（1944年12月—），男，汉族，浙江杭州人，中华人民共和国政治人物，曾任天津市政协副主席，民盟中央常委、天津市委主委，第八、九、十、十一届全国政协委员。

## 生平
2008年，当选第十一届全国政协常务委员，代表中国民主同盟，分入第五组。